# Jeudiel Condado
Jeudiel Enrique Condado Grimán (San Antonio de Los Altos, Miranda, Venezuela, 11 de mayo de 1990) es un administrador de empresas, modelo y ganador de concursos de belleza venezolano. Jeudiel fue Mister Supranational Venezuela 2018 y representó a Venezuela en el Mister Supranacional 2018.

## Vida y carrera

### Primeros años
Condado nació en San Antonio de Los Altos, Miranda. Obtuvo una licenciatura en Administración de Empresas y Economía otorgado por el Instituto Universitario de Tecnología Doctor Federico Rivero Palacio y un diplomado en Gestión de Calidad expedido por la Universidad Católica Andrés Bello. Jeudiel también es modelo y fotógrafo, y ha destacado por sus trabajos publicitarios en el campo de la moda.

## Concursos de belleza

### Mister Universo Venezuela 2014
La primera incursión de Condado en los concursos de belleza fue al participar en  el Mister Universo Venezuela. En dicha oportunidad Jeudiel representó al estado Miranda.
La noche final del Mister Universo Venezuela 2014 fue celebrada el 4 de noviembre de 2014 en el Teatro Principal de la Hermandad Gallega de Caracas, finalizando Jeudiel en segundo lugar, obteniendo el título de Mister Universo World Venezuela 2014; mientras que el ganador fue Christian Nunes.

### Mister Venezuela 2015
Posteriormente Jeudiel participaría en el Mister Venezuela 2015, evento celebrado el 23 de mayo de 2015 en los estudios de Venevisión en Caracas. En dicha edición a los candidatos les fueron asignados números en vez de bandas estadales, a Condado le fue asignado el #3, compitiendo en dicha edición.

### Mister Supranational Venezuela 2018
El 5 de junio de 2018, el entrenador de concursos Miguel Méndez, quien sustituye a la Organización Miss Venezuela como titular de la franquicia de Mister Supranacional para Venezuela decide designar a Jeudiel como el representante venezolano al Mister Supranacional 2018.

### Mister Supranacional 2018
Condado representó a Venezuela en el certamen Mister Supranacional 2018 el 8 de diciembre de 2018 en el Centro Municipal de Recreación y Deportes MOSIR, Krynica-Zdrój, Polonia sin poder clasificar.

## Otros proyectos
En 2020, Jeudiel inició en la ciudad donde reside, Nueva York, un proyecto de marketing en interacción digital de negocios, dirigido especialmente hacia empresas en el área de la moda.

## Cronología
| Predecesor: Gabriel Correa Guzmán | Mister Supranational Venezuela 2018                | Sucesor: Leonardo Carrero      |
| Predecesor: Raulmer Barreto       | Mister Universo World Venezuela 1er Finalista 2014 | Sucesor: Jesús Alberto Malaver |